# السر
السر (به عربی: السر) یک منطقهٔ مسکونی در عربستان سعودی است که در استان جازان واقع شده‌است.